# Scarabaeus hottentorum
Scarabaeus hottentorum là một loài bọ cánh cứng trong họ Bọ hung (Scarabaeidae).